# Vigabatrine
Le vigabatrine est un anticonvulsant qui inhibe le catabolisme de GABA. Il a une structure similaire au GABA, mais n'est pas un agoniste des récepteurs.

## Mécanisme d'action
Le vigabatrine est un inhibiteur irréversible de l'acide gamma-aminobutyrique transaminase (GABA-T), l'enzyme responsable du catabolisme de GABA, ce qui augmente le niveau de GABA dans les synapses.
Le vigabatrine est un composé racémique, et son S-(-)- énantiomère est pharmacologiquement actif,.

## Pharmacocinétique

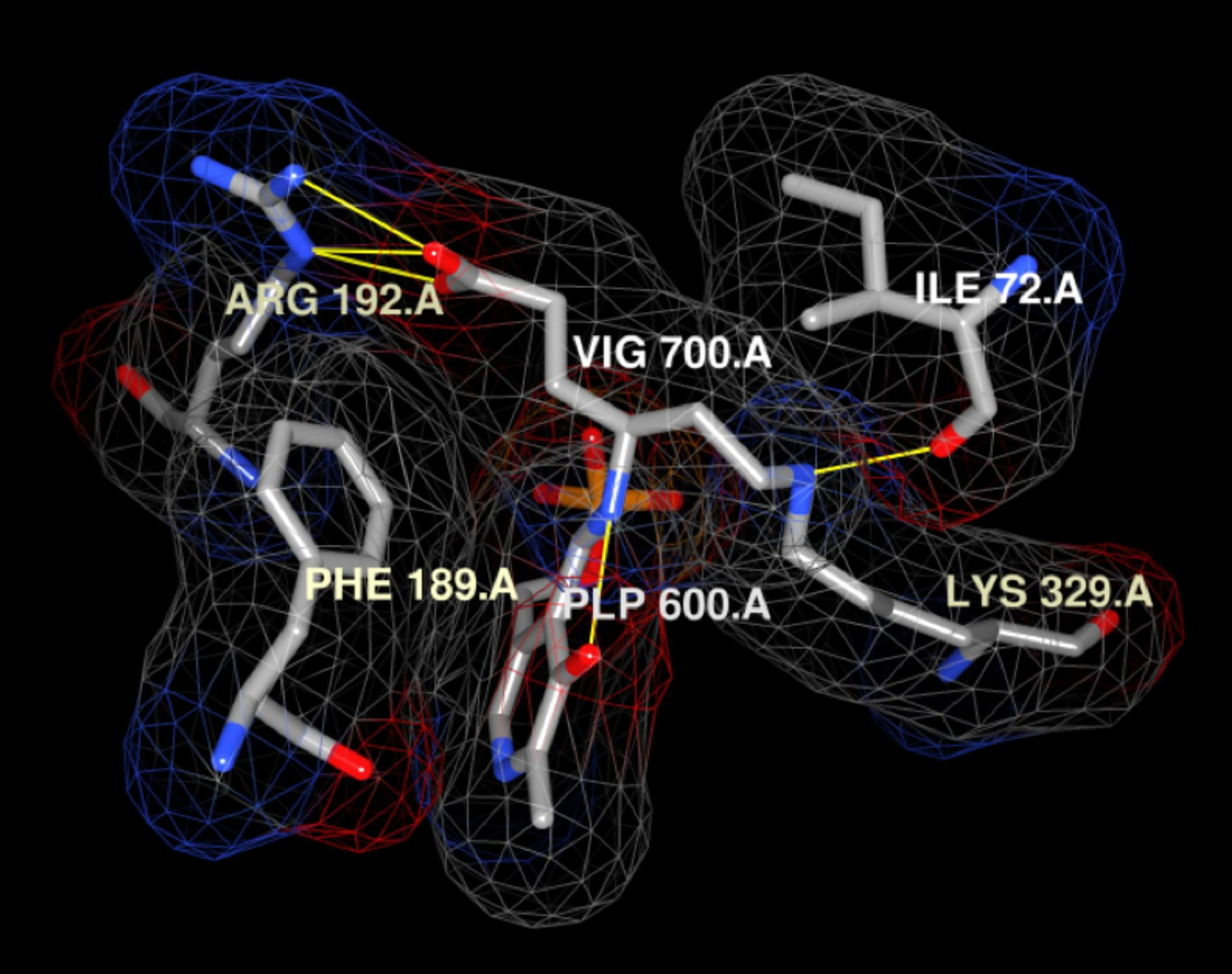
Structure cristalline (pdb:1OHW) montrant la liaison de la vigabatrine à des résidus spécifiques dans le site actif du GABA-AT, d'après les expériences de Storici et al.

Dans la plupart des médicaments, la demi-vie d'élimination est un prédicateur utile des barèmes de dosage et du temps nécessaire pour atteindre un état stable. Dans le cas du vigabatrine, par contre, il a été démontré que la demi-vie de l'activité biologique est de loin supérieure à la demi-vie d'élimination.
Pour le vigabatrine, il n'y a pas de plages de concentrations cibles parce que les chercheurs n'ont trouvé aucune différence entre les niveaux de concentrations des répondeurs et non-répondeurs dans le sérum. Plutôt, l'on croit que la durée de l'action est plus une fonction du taux de resynthèse de GABA-T ; les niveaux de GABA-T ne retournent habituellement pas à leurs niveaux normaux jusqu’à 6 jours après avoir arrêté la médication.

## Utilisations

### Approuvés/Éprouvé en clinique

#### Canada
Au Canada, le vigabatrine est approuvé comme un traitement adjunctif (avec d'autres médicaments) dans le traitement de l'épilepsie résistante, des crises partielles complexes, des crises secondaires généralisées et pour un usage monothérapeutique des spasmes infantiles du Syndrome de West.

#### Mexique
Depuis 2003, le vigabatrine est approuvé au Mexique pour le traitement de l'épilepsie qui n'a pas été contrôlé de façon satisfaisante par la thérapie conventionnelle (adjonctive ou monothérapique) ou pour les patients diagnostiqués récemment qui n'ont pas encore essayé d'autres agents (monothérapie).
Le vigabatrine est aussi indiqué pour un usage monothérapique pour les cas de crises partielles complexes, crises secondaires généralisées et de spasmes infantiles du Syndrome de West.

### Non-approuvé/En recherche
En novembre 2001, une équipe de scientifiques dirigée par Peter Zwanzger de l'université de Munich a rapporté que le vigabatrine réduisait les symptômes de troubles de l'anxiété induits par la cholécystokinine tétrapeptide, en plus d'élever les taux de cortisol et d'ACTH, chez les volontaires en santé.
En 1994, Feucht et Brantner-Inthaler ont rapporté que le vigabatrine réduisait les crises de 50 à 100 % dans 85 % des enfants atteints du syndrome de Lennox-Gastaut qui ont eu de mauvais résultats avec un valproate.
En 1984, une étude croisée en double-insu de six patients atteints de la Maladie de Huntington—cinq d'entre eux prenant des antipsychotiques—ont rapporté que le vigabatrine a fait peu, ou rien du tout, pour améliorer les mouvements hypercinétiques, de leur habileté à compléter les tâches quotidiennes ou normaliser les fonctions motrices.

## Effets secondaires

### Système nerveux central

#### Communs
Sur 2 081 sujets : somnolence (12,5 %), maux de tête (3,8 %), étourdissements (3,8 %), nervosité (2,7 %), dépression (2,5 %), troubles de la mémoire (2,3 %), vision double (2,2 %), agressivité (2,0 %), ataxie (1,9 %), vertige (1,9 %), hyperactivité (1,8 %), anomalies visuelles (1,6 %), confusion (1,4 %), insomnie (1,3 %), trouble de la concentration (1,2 %), troubles de la personnalité (1,1 %). Sur 299 enfants, 33 (11 %) sont devenus hyperactifs.

#### Rares
Quelques patients développent une psychose pendant la durée de la thérapie, ce qui est plus commun chez les adultes que chez les enfants, même chez les patients n'ayant jamais eu d'épisode de psychose avant la thérapie. D'autres effets secondaires rares sont l'anxiété, humeur labile, irritabilité, tremblements, démarche anormale et trouble de la parole.

### Gastro-intestinale

#### Communs
Douleur abdominale (1,6 %), constipation (1,4 %), vomissements (1,4 %) et nausées (1,4 %).

#### Rares
Dyspepsie et augmentation de l'appétit chez moins de 1 % des sujets de tests en clinique.

### Le corps

#### Commun
Fatigue (9,2 %), gain de poids (5,0 %), asthénie (1,1 %).

### Tératogénicité
Une étude tératologique conduite sur des lapins a découvert qu'une dose de 150 mg·kg-1·j-1 était la cause d'une fissure palatine chez 2 % des petits et une dose de 200 mg·kg-1·j-1 l'amenait chez 9 %. Ceci pourrait provenir d'une baisse du niveau de méthionine, selon une étude publiée en mars 2001. En 2005, une étude réalisée à l'université de Catania a été publiée et mentionne que les rats, dont la mère a consommé de 250–1 000 mg·kg-1·j-1, avaient une performance plus faible dans le labyrinthe d'eau et les taches en terrain ouvert, ceux du groupe de 750 mg étaient de faible poids à la naissance et n'ont pas rattrapé le groupe de contrôle et ceux du groupe de 1 000 mg n'ont pas survécu à la grossesse.
Il n'y a pas eu de contrôle tératologique sur l'humain à ce jour.

### À propos des anomalies visuelles
En 2003, il a été démontré par Frisén et Malmgren que le vigabatrine causait une atrophie diffuse irréversible de la fibre nerveuse rétinienne dans une étude rétrospective de 25 patients. Cet effet est plus prononcé sur la partie externe (à l'opposé de la macula, ou partie centrale) de la rétine.

## Interactions médicamenteuses
Une étude publiée en 2002 a découvert que le vigabatrine cause une augmentation statistiquement significative de l'épuration dans le plasma du carbamazépine.
En 1984, les Drs Rimmer et Richens de l'Université de Wales ont rapporté qu'administrer le vigabatrine avec la phénytoïne abaisse la concentration de phénytoïne chez les patients avec une épilepsie résistante aux traitements. La concentration de phénytoïne a baissé de 23 % en cinq semaines, selon une étude publiée en 1989 par les mêmes deux chercheurs qui ont essayé, et n'ont pas réussi, à identifier le mécanisme derrière cette interaction.

## Marque de commerce
Le vigabatrine est vendu sous le nom de « Sabril » en France[réf. nécessaire], au Canada, Mexique
et au Royaume-Uni.